# Daphnia jollyi
Daphnia jollyi là một loài động vật giáp xác thuộc họ Daphniidae. Đây là loài đặc hữu của Úc.